# فريد هامبتون
فريدريك آلن هامبتون (بالإنجليزية: Fred Hampton) (من مواليد 30 أغسطس عام 1948 - 4 ديسمبر عام 1969), ناشط أمريكي واشتراكي ثوري. وقد برز في شيكاغو كرئيس لفرع إلينوي في حزب الفهود السّود (BPP)، ونائب رئيس لحزب (BPP) الوطني العام. ومع امتلاكه لمثل هذه المقدرات، أسّس منظمة سياسية بارزة مُتعدّدة الثقافات، والتي تدعى ائتلاف رينبو، وهو تحالف قائم بين عصابات الشوارع الرئيسية يهدف إلى حلّ النزاع الداخلي والسّعي من أجل التغيير الاجتماعي.
نظرًا لقيادته القوية، صرّح مكتب التحقيقات الفدرالي في عام 1967، بأن هامبتون يُعتبر تهديدًا راديكاليّا، إذ بدأ مكتب التحقيقات بمحاولات لتعطيل أنشطته في شيكاغو، وعمِلَ على بثّ معلومات مضلّلة بين هذه المجموعات ووضع عناصر مكافحة التجسّس بين أعضاء حزب الفهود السّود المحليّين. في ديسمبر عام 1969، أطلقت وحدة تكتيكية من مقاطعة كوك، النار على هامبتون وهو في سريره أثناء مداهمة قاموا بها قبل بزوغ الفجر على شقته في شيكاغو، بالتعاون مع قسم شرطة شيكاغو ومكتب التحقيقات الفدرالي؛ أثناء تلك المداهمة، قُتِل عضو آخر من حزب الفهود وأصيب العديد بجروح خطيرة. في يناير عام 1970، أجرت هيئة محلّف قاضي التحقيق الجنائي تحقيقًا وقضت على وفاة كل من هامبتون ومارك كلارك بالقتل المُبرر.
في وقت لاحق، رُفعت دعوى مدنية بالنيابة عن الناجين من المداهمة وأقارب هامبتون وكلارك. حُلّت الدعوى في عام 1982 عن طريق تسوية بقيمة 1.85 مليون دولار؛ دفعت مدينة شيكاغو ومقاطعة كوك والحكومة الفدرالية ثلث المبلغ إلى مجموعة من تسعة مُدعيّن. بالنظر إلى الكشف عن مشروع كوينتيلبرو غير القانوني والوثائق المرتبطة بعمليات القتل، يعتبر العلماء الآن على نطاق واسع أن وفاة هامبتون هي عملية اغتيال بموجب مبادرة من مكتب التحقيقات الفدرالي.

## سنواته الأولى وفترة نضوجه
وُلد هامبتون في 30 أغسطس من عام 1948، في المنطقة المعروفة حاليًا باسم سويت في مقاطعة « إلينوي»، ونشأ في قرية مايوود، إذ تُعتبر كلتا القريتين من ضواحي شيكاغو. انتقل والداه من لويزيانا شمالًا، كجزء من الهجرة الكبرى للأمريكيين الأفارقة في أوائل القرن العشرين خارج مناطق الجنوب. عمل والداه في شركة «أرغو ستارك». عندما كان شابًا، كان هامبتون تلميذًا ناجحًا في المدرسة وفي الأنشطة الرياضية، وكان يحلُم باللعب كلاعب وسط في صفوف فريق نيويورك يانكيز. تخرّج من مدرسة «بروفيسو إيست هاي سكول» بمرتبة الشرف في عام 1966، والتحق بكلية «تريتون جونيور كوليج» القريبة من قرية ريفر غروف في إلينوي، حيث تخصّص في مجال القانون لدرجة البكالوريوس. وخطّط للانخراط بشكل أوسع بالنظام القانوني لاستخدامه كوسيلة دفاع ضد الشرطة. عندما تعقّب هو وزملاؤه من حزب الفهود السّود عناصر الشرطة في وقت لاحق في برنامج الإشراف المجتمعي الخاص به، مُتيقظين لأعمال الشرطة الوحشية، استخدموا معرفته بنظم القانون كوسيلة دفاع.
أصبح هامبتون ناشطًا في الجمعية الوطنية للنهوض بالملونيّن (NAACP)، وتولّى قيادة فرع مجلس شباب في الضواحي الغربية التابعة له. بصفته قائد مجلس الشباب لـ NAACP، بدأ هامبتون في إظهار قدرات قيادية تقليدية؛ من مجتمع مكون من 27000 عضو، كان قادرًا على حشد مجموعة من الشباب تضم نحو 500 عضو. لقد سعى للحصول على مرافق ترفيهية أكبر وأفضل لبنائها في الأحياء وتحسين الموارد التعليمية لمجتمع مايوود الأسود الفقير. من خلال مشاركته مع جمعية NAACP، أمِلَ هامبتون في تحقيق تغيير اجتماعي من خلال التنظيم المجتمعي والنشاط اللّاعنفي.

## شيكاغو
في الوقت ذاته الذي كان فيه هامبتون يُنظّم أمور مجلس الأميركيين الأفارقة الشباب لحضور NAACP، كان حزب الفهود السود (BPP) يرتفع إلى مستوى الصدارة الوطنية. سُرعان ما انجذب هامبتون إلى نهج الفهود السود، والذي كان يستند إلى برنامج من عشر نقاط يدمج تقرير المصير للسّود إلى جانب النقد الطبقي والاقتصادي من حركة الماوية. انضّم هامبتون للحزب وانتقل إلى وسط مدينة شيكاغو. في نوفمبر عام 1968، انضّم إلى فرع إلينوي للحزب، الذي أسّسه بوب براون في أواخر عام 1967، وهو مُنظِّم لجنة التنسيق الطلابية اللاعنفية (SNCC).
خلال العام اللاحق، حقّق هامبتون وشركاؤه عددًا من الإنجازات المهمة في شيكاغو. ربما كان أهم ما قام به هو التوسط في معاهدة عدم اعتداء بين عصابات الشوارع الأكثر قوة في شيكاغو. من خلال التأكيد على أن الصراع العنصري والعرقي بين العصابات لن يؤدي إلا إلى إبقاء أعضائها مُحكمين بالفقر، سعى هامبتون جاهدًا لتشكيل تحالف متعدد الطبقات بين أعضاء حزب BPP)) ومنظمة «يونغ باتريوتس» و«يونغ لوردز» تحت قيادة جوزيه تشا تشا جيمينيز.
التقى هامبتون مع أعضاء منظمة «يونغ لوردز» في حي لينكولن بارك في شيكاغو، وذلك في اليوم الذي تلا نشر أخبار عن احتلالهم لورشة عمل تابعة للشرطة في مركز شرطة شيكاغو الثامن عشر. اعتُقل مرتين مع جيمينيز في مكتب ويكر بارك للرعاية الاجتماعية، واتُهم كلاهما «بإثارة الغوغاء» في اعتصام سلمي للمكتب. في وقت لاحق، تشكل ائتلاف رينبو في جميع أنحاء البلاد من قِبَل منظمة «ستيودنتس فور أ ديموكراتيك سوسايتي (SDS)» ومنظمة «براون بيريتس (A.I.M )»، وحزب «ريد غارد». في مايو عام 1969، دعا هامبتون مؤتمرًا صحفيًا للإعلان عن تشكيل «ائتلاف رينبو». استُخدمت عبارة قد صاغها هامبتون وصرّح بها جيسي جاكسون في وقت لاحق، في النهاية في تسمية ائتلافه غير المرتبط بالموضوع، باسم رينبو/ بوش.
سُرعان ما نهض هامبتون داخل حزب الفهود السّود، وذلك بناءً على مهاراته التنظيمية ومواهبه الخطابية المميزة وشخصيته الملفتة للنظر. بمجرد أن أصبح قائدًا لفرع شيكاغو، نظّم تجمعات أسبوعية وعمل عن كثب مع العيادة الطبية المحلية لحزب BPP))، ودرّس فصول التعليم السياسي في كل صباح عند الساعة 6، وأطلق مشروعًا للإشراف المجتمعي للشرطة. لعب هامبتون دورًا رئيسيًا في برنامج الإفطار المجاني الخاص بحزب BPP. عندما غادر بوب براون الحزب ومعه ستوكلي كاميشيل، إثر إعلان الانفصال الذي أثاره مكتب التحقيقات الفدرالي، تولّى هامبتون رئاسة حزب الفهود السود BPP في ولاية إلينوي. ما جعله، وبشكل تلقائي، نائب رئيس حزب BPP الوطني. نظرًا لبدء قيادة حزب الفهود على مستوى البلاد بالانقسام مُتأثّرة بنشاطات مشروع كوينتيلبرو بقيادة مكتب التحقيقات الفدرالي، ازدادت شهرة هامبتون في التسلسل الهرمي الوطني بسرعة وبشكل كبير. في نهاية المطاف، كان من بين المُرشّحين لتعيينهم رئيس أركان اللجنة المركزية للحزب. كان قادرًا على الوصول إلى هذا المنصب  لو لم يُقتل في 4 ديسمبر من عام 1969.

## وصلات خارجية
- فريد هامبتون على موقع IMDb (الإنجليزية)
- فريد هامبتون على موقع الموسوعة البريطانية (الإنجليزية)
- فريد هامبتون على موقع إن إن دي بي (الإنجليزية)
- فريد هامبتون على موقع قاعدة بيانات الفيلم (الإنجليزية)